# Cazalegas (kommun)
Cazalegas är en kommun i Spanien.   Den ligger i provinsen Toledo och regionen Kastilien-La Mancha, i den centrala delen av landet, 100 km sydväst om huvudstaden Madrid. Antalet invånare är 1 852.